# Lavatory Love Machine
Lavatory Love Machine – trzeci singel grupy Edguy. Wydany w roku 2004 promował album Hellfire Club.

## Lista utworów
1. „Lavatory Love Machine” – 4:24
2. „Lavatory Love Machine (Acoustic Version)” – 4:36
3. „I’ll Cry for You (Europe Cover)” – 3:45
4. „Reach Out” – 4:04
5. „Lavatory Love Machine (Video)”